# Jochen Bender
Jochen Bender, wł. Hans-Joachim Bender (ur. 4 marca 1942 we Frankfurcie nad Menem) – niemiecki lekkoatleta, sprinter, mistrz Europy z 1962. W czasie swojej kariery reprezentował Republikę Federalną Niemiec.
Startując w wspólnej reprezentacji Niemiec zdobył złoty medal w sztafecie 4 × 100 metrów na mistrzostwach Europy w 1962 w Belgradzie (sztafeta niemiecka biegła w składzie: Klaus Ulonska, Peter Gamper, Bender i Manfred Germar). Wynikiem 39,5 s sztafeta wyrównała wówczas rekord RFN.
Bender wyrównał halowy rekord Europy w biegu na 60 metrów czasem 6,5 s (8 marca 1963 w Berlinie).
Był halowym mistrzem Wielkiej Brytanii (AAA) w biegu na 60 jardów w 1963. Był również mistrzem RFN w sztafecie 4 × 100 metrów w 1962.